# 크레이 (기업)
크레이(Cray Inc.)는 미국 워싱턴주 시애틀에 본사를 둔 슈퍼컴퓨터 제조업체이며, 휴렛 팩커드 엔터프라이즈의 자회사이다. 데이터 저장 및 분석을 위한 시스템도 제조한다. 여러 크레이 슈퍼컴퓨터 시스템들이 세계에서 가장 강력한 슈퍼컴퓨터의 순위를 매기는 TOP500에 등재되어 있다.

## 역사
크레이는 위스콘신주 치페와 폴스에서 제조되며 설립자 세이뮤어 크레이가 여기서 태어나 자랐다. 이 기업의 사무소는 미네소타주 블루밍턴(세이뮤어 크레이의 원래 본사가 있던 지역), 그리고 전 세계적으로 수많은 기타 판매, 서비스, 엔지니어링, R&D 지역이 있다.
이 기업의 전신 크레이 리서치(Cray Research, Inc.), 간단히 CRI는 1972년 컴퓨터 디자이너 세이뮤어 크레이에 의해 설립되었다. 세이뮤어 크레이는 1989년 크레이 컴퓨터 코퍼레이션(CCC)으로 분사하였으나 1995년 파산하였고 크레이 리서치는 이듬해 SGI에 인수되었다. 크레이(Cray Inc.)는 2000년 테라 컴퓨터 컴퍼니가 크레이 리서치 비즈니스 부문을 SGI로부터 인수한 2000년 설립되었으며 인수 당시 이름을 채택하였다.
2019년 크레이는 미국 휴렛 팩커드 엔터프라이즈에게 인수되었다.

## 참고 문헌
- Murray, Charles J. (1997). 《The Supermen: The Story of Seymour Cray and the Technical Wizards behind the Supercomputer》. New York: John Wiley & Sons. ISBN 0-471-04885-2.